# Vikinghøgda
Die Vikinghøgda (norwegisch für Wikingerhöhe) ist ein 2960 m hoher Berg im ostantarktischen Königin-Maud-Land. Er ragt zwischen der Gebirgsgruppe Tanngarden und dem Berg Widerøefjellet im Gebirge Sør Rondane auf.
Norwegische Kartografen benannten den Berg und nahmen 1957 anhand von Luftaufnahmen der US-amerikanischen Operation Highjump (1946–1947) eine Kartierung vor.